# Somabrachys adherbal
Somabrachys adherbal är en fjärilsart som beskrevs av Charles Oberthür 1911. Somabrachys adherbal ingår i släktet Somabrachys och familjen Somabrachyidae. Inga underarter finns listade i Catalogue of Life.